# Le Perrier
Le Perrier è un comune francese di 1 885 abitanti situato nel dipartimento della Vandea nella regione dei Paesi della Loira.

## Società

### Evoluzione demografica
Abitanti censiti